# 都筑民家園

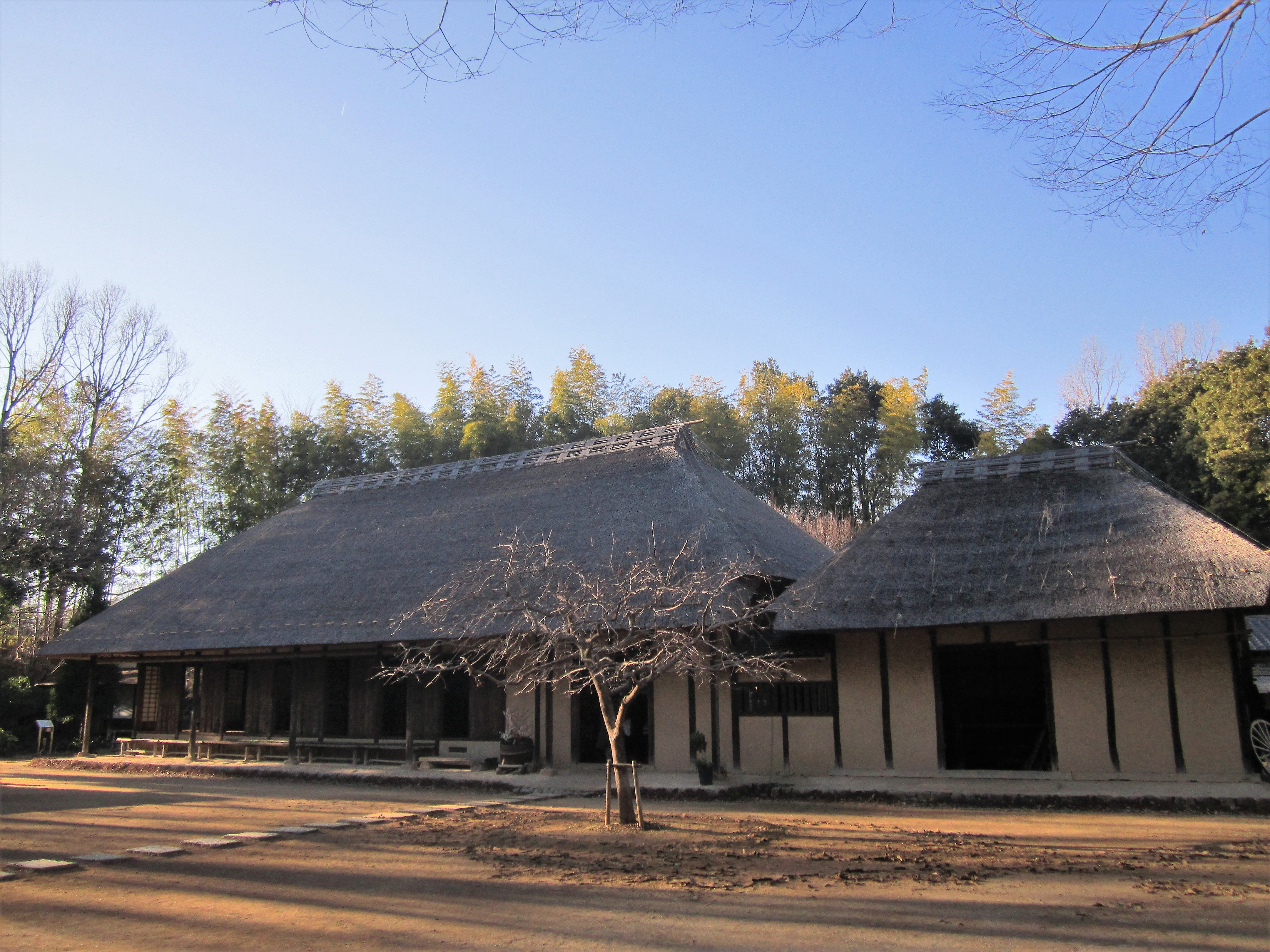
都筑民家園の旧長沢家住宅。左が主屋、右が馬屋（2020年2月9日撮影）

都筑民家園（つづきみんかえん）は、神奈川県横浜市都筑区大棚西二丁目の大塚・歳勝土遺跡公園一角にある文化体験施設である。横浜市指定有形文化財に指定された古民家・旧長沢家住宅主屋及び馬屋を中心に、日本の年中行事などの各種イベントを開催する。管理団体はNPO法人都筑民家園管理運営委員会。

## 施設概要

### 旧長沢家住宅
当住宅は、港北ニュータウンとして大規模開発を受ける以前に里山地帯だった頃の都筑区牛久保町1099番地にあった茅葺きの古民家である。長沢家は江戸時代の一時期には村の名主や組頭を務める家柄だった。1960年代後半に港北ニュータウン開発計画が始まると、長沢家の屋敷も開発対象地となったが、重要な歴史的建築物のため解体され、旧長沢宅遺跡として1977年（昭和52年）4月～1980年（昭和55年）10月まで発掘調査が行われた（港北ニュータウン遺跡群）。その後に主屋と馬屋建物が現在地に移築され、大塚・歳勝土遺跡公園内の「都筑民家園」となった。1997年（平成9年）11月4日には横浜市指定有形文化財となる（旧長沢家住宅主屋及び馬屋）。

### 輪亭・鶴雲菴
「平成21年度ヨコハマ市民まち普請事業」助成金で2010年（平成22年）に建設された数寄屋造建築の茶室。茶道講座等を実施。露地と池が併設されている。

### 管理棟
1997年（平成9年）に設立された「都筑民家園愛護会」を前身とする「NPO法人都筑民家園管理運営委員会」（2010年〈平成22年〉にNPO法人化）の詰所。同団体は横浜市環境創造局より委託を受けて指定管理を行っている。

### 竹林
大塚・歳勝土遺跡公園のある丘陵の斜面地に広がる竹林の一部。都筑民家園管理運営委員会が管理を行っている。

## イベント
3月のひな祭りや5月のこいのぼりなど五節句の年中行事のほか、南京玉すだれの実演、紙芝居講演、茶道講座、着付け講座、竹林講座、草履作りなど各種体験型イベントを実施。

## アクセス等
- 開園:午前9時～午後5時
- 休館日:第2・第4月曜日 （休日の場合は翌日）、12月29日～1月3日
- 交通案内:横浜市営地下鉄（ブルーライン・グリーンライン）センター北駅より徒歩8分